# Casa Fajol
La Casa Fajol, coneguda popularment com a Casa de la Papallona, és un edifici modernista situat al carrer de Llança, 20 de Barcelona, catalogat com a Bé cultural d'interès local.

## Història i descripció
Va ser construïda entre 1911 i 1929 per l'arquitecte Josep Graner i Prat per encàrrec de Salvi Fajol i Trayter.
El seu interès recau sobretot en el coronament en forma de papallona semicircular feta en trencadís de colors, i que dona el nom popular a la casa. Fins al 2009, era visible des del fons del Parc de l'Escorxador, la plaça d'Espanya i part de la Gran Via. Amb la reforma de la plaça de toros de les Arenes per a convertir-la en centre comercial, s'hi ha afegit un annex que la cobreix completament, de manera que ja només és visible des del tros del carrer de Llança que queda davant.

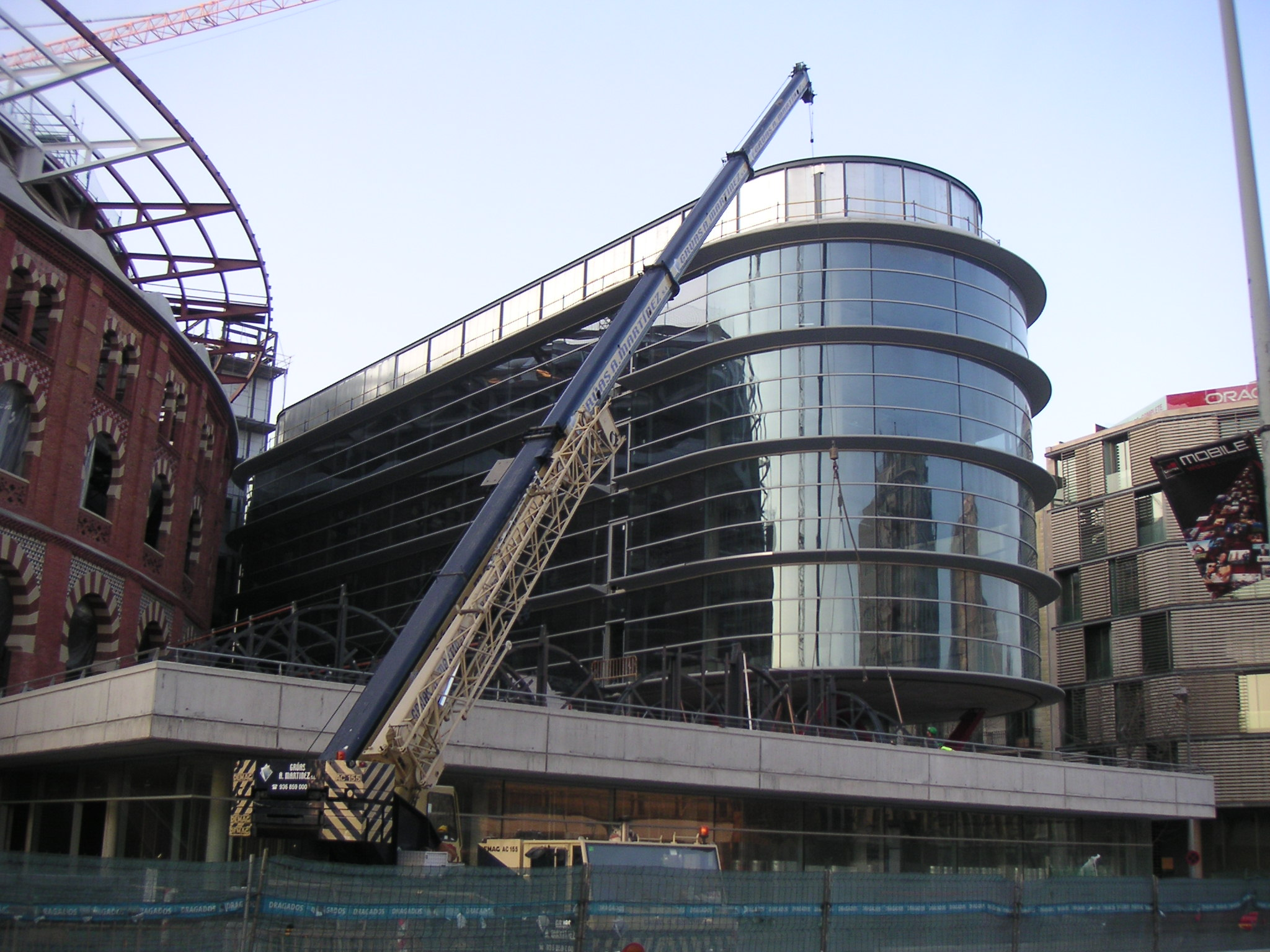
L'edifici annex davant la casa Fajol

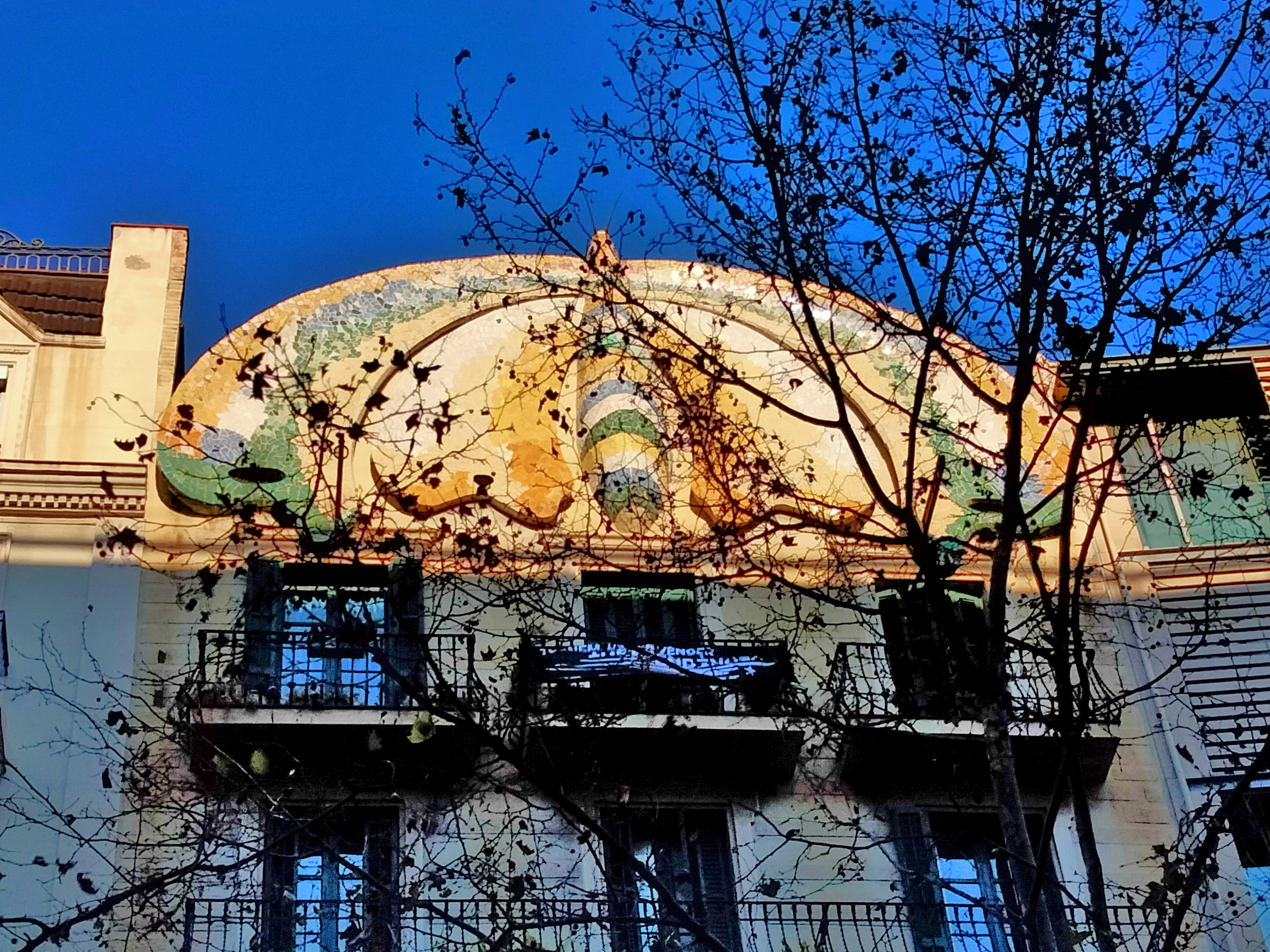
La papallona de trencadís del coronament

### Casa de la Papallona a Granollers
A Granollers hi ha una altra Casa de la Papallona, al carrer Enric Prat de la Riba, 8, que s'hi assembla molt, d'autor desconegut. El coronament s'assembla molt al de la Casa Fajol, amb la diferència que aquesta és una mica més estilitzada i que és de pedra, sense trencadís.